# 맨체스터 아레나
맨체스터 아레나(영어: Manchester Arena)는 영국 잉글랜드 맨체스터의 헌츠뱅크에 위치한 실내 아레나이다. 시티 센터에서 바로 북쪽으로 인접해 있으며, 아레나 지하에 맨체스터 빅토리아 역이 위치해 있다.
맨체스터 아레나의 수용 규모는 총 21,000명으로 영국에서 가장 많은 수용 규모를 자랑하며, 유럽 연합 국가 중에서는 두번째로 크고 세계에서 가장 규모가 큰 실내 경기장 중 하나로 꼽힌다. 콘서트나 권투·수영 경기 같은 스포츠 이벤트가 주로 열린다. 1996년과 2000년에는 맨체스터 시의 올림픽 유치전에 핵심 경기장 후보가 되었고, 2002년 커먼웰스 대회의 주경기장으로 쓰였다.
2017년 5월 22일, 아레나 외부에서 폭탄 테러가 발생해 최소 19명이 숨졌다.

## NBA경기
| 날짜            | 팀1                 | 스코어   | 팀2                     |
| --------------- | ------------------- | -------- | ----------------------- |
| 2013년 10월 8일 | 오클라호마시티 선더 | 103 - 99 | 필라델피아 세븐티식서스 |

## 배경

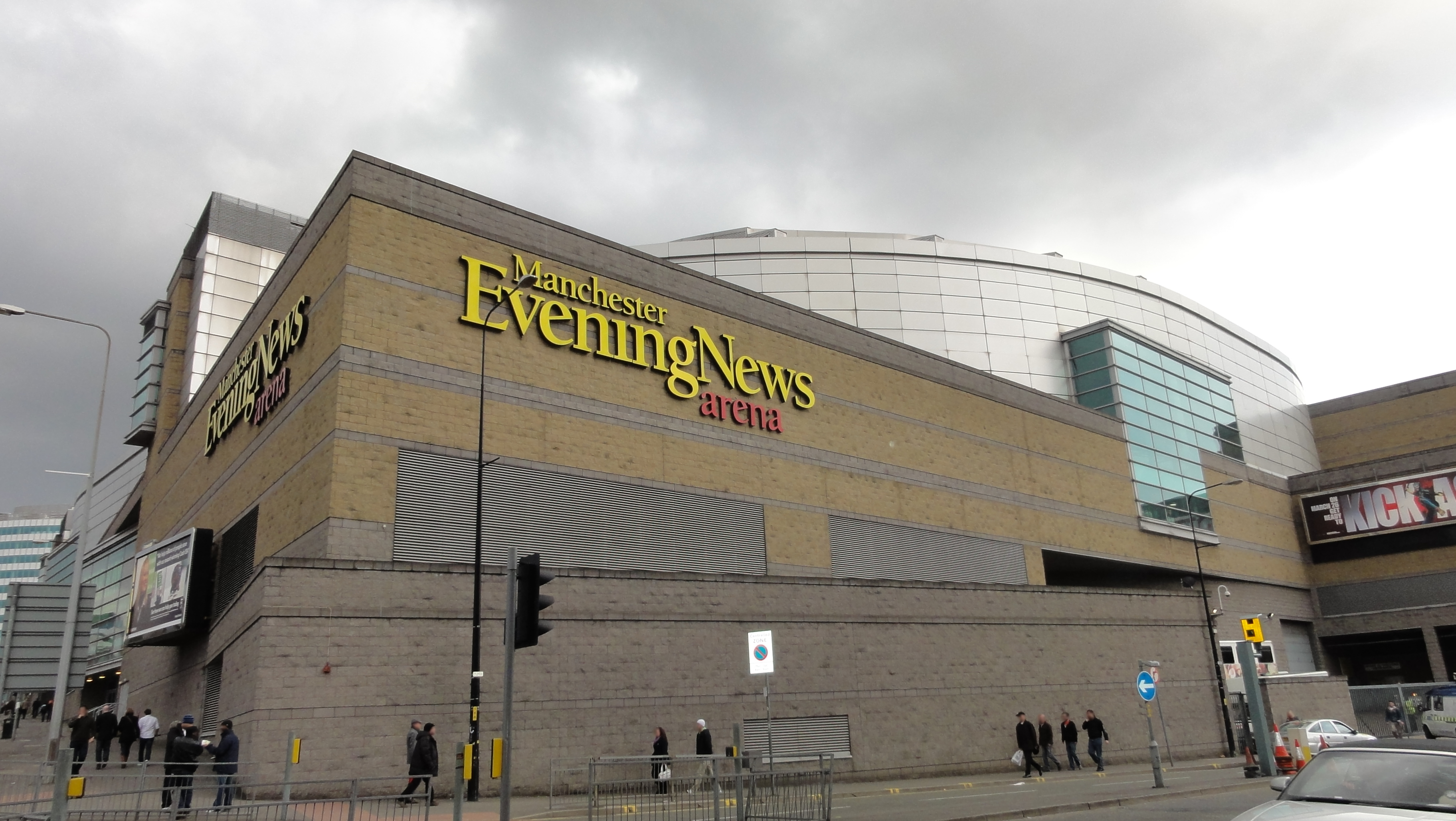
맨체스터 이브닝 뉴스의 후원을 받던 시절 맨체스터 아레나의 모습

맨체스터 아레나는 맨체스터 시의 2000년 하계 올림픽 유치 차원에서 지어졌다. 공사 비용은 5200만 파운드로, 3550만 파운드는 정부 보조금으로 지원받고 나머지 250만 파운드는 유럽 지역 개발 기금에서 조달받았다. 애초에 미국식 실내 경기장처럼 지어졌으나 대규모 콘서트장으로 훨씬 더 많이 사용되었다.
맨체스터 아레나는 1995년 7월에 문을 열었다. 당시 NYNEX 케이블커뮤니케이션이 후원하였기 때문에 이름은 'NYNEX 아레나'로 붙여졌고, 1998년 7월에는 다시
후원사가 바뀌면서 '맨체스터 이브닝 뉴스 아레나'로 바뀌었다. 2011년 12월 맨체스터 이브닝 뉴스가 13년간 유지해오던 후원을 마치면서, 경기장은 2012년 1월에 맨체스터 아레나로 이름이 다시 바뀌었다. 2013년 7월에는 핸드폰 기업인 폰스 포유와 수백만 파운드의 후원 계약을 체결하여 '폰스 포유 아레나' (Phones 4u Arena)로 이름을 바꾸었으나 폰스 포유가 사업을 중단하면서 계약도 같이 끝났고, 2015년 1월 14일부로 경기장 이름은 다시 맨체스터 아레나로 되돌아갔다.
1995년 개장 당일 밤 제인 토빌과 크리스토퍼 딘의 개막 공연이 열려 총 15,000명의 관객이 참석했다. 이때의 기록은 빙상 종목으로는 최대 규모였다. 1997년에는 맨체스터 스톰 - 셰필드 스틸러스 간의 경기로 총 17,425명이 관람하면서 다시 한번 관객 기록을 세웠고, 유럽 내 아이스하키 경기로는 최대 기록이 되었다. 농구 종목으로는 맨체스터 자이언츠 - 런던 레오퍼즈 간의 경기에 총 14,151명이 관람하여 영국 최대 기록을 세웠다.
맨체스터 아레나는 콘서트와 그밖의 공연 유처로 매년 백만 명에 달하는 관람객들을 끌어모아 세계에서 가장 붐비는 실내 공연장 중 하나로 꼽힌다. 2002년에는 폴스타 상의 '올해의 국제 경기장'에 선정되는 영예를 누렸고, 2009년까지 매년 후보에 올랐다. 2003년부터 2007년까지 콘서트 티켓 판매수로는 매디슨 스퀘어 가든이나 웸블리 아레나 등 다른 실내 공연장을 제치고 선두에 올라 '세계 최대의 실내 공연장'으로 꼽힌 바 있다. 2001년부터 2007년까지 콘서트 티켓 판매량을 조사한 결과 550만 명을 끌어모은 것으로 드러나 '세계에서 가장 붐비는 아레나' 자리에 올랐으며, 2008년 순회 콘서트 담당 회사들이 선정한 TPi상 '유럽에서 가장 맘에 드는 공연장'으로 선정된 바 있다.
2008년에는 런던의 O2 아레나와 뉴욕의 매디슨 스퀘어 가든에 이어 세번째로 가장 붐비는 아레나로 조사되었다. 이듬해 2009년에는 안트베르펜의 스포르트팔레이스와 뉴욕의 매디슨 스퀘어 가든을 제치고 런던의 O2 아레나에 이어 2위에 올랐다. O2에는 밀렸지만 콘서트 관람객수 1,500,000명 규모로 가장 큰 아레나 중 하나로 선정된 것이다. 맨체스터 아레나는 코미디쇼, 라이브 콘서트와 순회공연, 스포츠 경기, 그리고 뮤지컬에 이르기까지 해마다 250여개의 공연을 유치하고 있다.
| 경기장                               | 2016년 콘서트 판매 수익 (달러) |
| ------------------------------------ | ------------------------------ |
| 영국 런던 O2 아레나 (런던)           | 1,590,093                      |
| 미국 뉴욕 매디슨 스퀘어 가든         | 1,053,675                      |
| 프랑스 파리 아코로텔 아레나          | 873,906                        |
| 영국 맨체스터 맨체스터 아레나        | 851,785                        |
| 멕시코 멕시코시티 멕시코시티 아레나  | 833,926                        |
| 독일 쾰른 란세스 아레나              | 823,211                        |
| 미국 뉴욕주 브루클린 바클레이스 센터 | 757,141                        |
| 영국 글래스고 SSE 하이드로           | 751,487                        |
| 캐나다 토론토 에어 캐나다 센터       | 702,516                        |
| 미국 잉글우드 더 포럼                | 701,601                        |

## 폭발 사건
2017년 5월 22일 미국 팝 싱어송라이터 아리아나 그란데의 순회공연인 Dangerous Woman Tour 콘서트가 열린 후, 맨체스터 아레나 외부의 공간에서 폭발이 발생하는 "심각한 사고"가 발생하였다고 보도됐다. 그레이터맨체스터 경찰청은 이번 폭발 사고로 최소 19명이 사망하였다고 확인하였으며, 아레나 부근 지역의 접근을 피할 것을 경고했다.

## 같이 보기
- 시티 오브 맨체스터 스타디움